# Canton de Metz-Ville-4
Le canton de Metz-Ville-4 est une ancienne division administrative française située dans le département de la Moselle, en région Lorraine.
Le canton a été supprimé lors du redécoupage de 2014 entré en application lors des élections départementales de mars 2015.

## Géographie
Situé dans l'est de Metz, le canton regroupait les quartiers de Borny, de La Grange-aux-Bois, de Grigy-Technopôle et de Vallières-Les Bordes.

## Histoire
Le canton est créé en 1982 par le décret n°82-83 du 25 janvier 1982.
Dans le cadre du redécoupage cantonal défini par la loi du 17 mai 2013, les cantons de la Moselle sont modifiés par le décret du 18 février 2014. Les quatre cantons de Metz sont supprimés à partir de mars 2015 et leur territoire réparti en trois nouveaux cantons, appelés Metz-1, Metz-2 et Metz-3.

## Représentation
| Période | Période | Identité             | Étiquette    | Qualité                                                       |
| ------- | ------- | -------------------- | ------------ | ------------------------------------------------------------- |
| 1982    | 2008    | Alain Hethener       | RPR puis DVD | Urbaniste Conseiller régional, sénateur (2000-2001)           |
| 2008    | 2015    | Jean-Michel Toulouze | PS           | Professeur Conseiller municipal puis adjoint au maire de Metz |

## Composition
Le canton de Metz-Ville-4 se composait d’une fraction de la commune de Metz. Il compte 33 724 habitants (population municipale) au 1er janvier 2012.
| Nom              | Code Insee | Intercommunalité      | Population (dernière pop. légale)                |
| ---------------- | ---------- | --------------------- | ------------------------------------------------ |
| Metz (chef-lieu) | 57463      | Eurométropole de Metz | Fraction : 33 724(2012) Commune : 117 619 (2014) |

## Démographie
| 1962 | 1968 | 1975 | 1982 | 1990 | 1999 | 2009 |
| ---- | ---- | ---- | ---- | ---- | ---- | ---- |
| -    | -    | -    | -    | -    | -    | -    |